# Val Cluozza
Val Cluozza är en dal i Schweiz.   Den ligger i kantonen Graubünden, i den östra delen av landet, 210 km öster om huvudstaden Bern.
I omgivningarna runt Val Cluozza växer i huvudsak barrskog. Runt Val Cluozza är det mycket glesbefolkat, med 4 invånare per kvadratkilometer.